# Klima in Minnesota

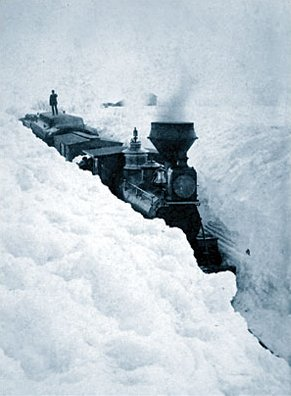
In einer Schneewehe steckengebliebener Zug 1881

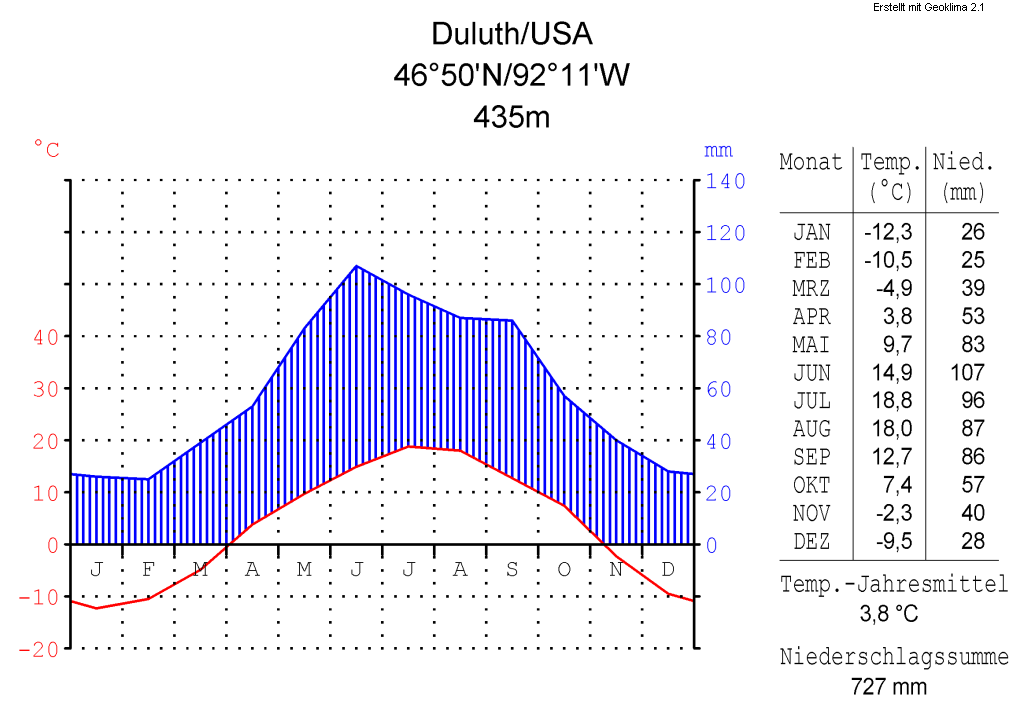
Klimadiagramm von Duluth

Das Klima des US-Bundesstaates Minnesota wird dem Kontinentalklima zugeordnet. Während es in den Sommermonaten durch die warme und feuchte Luft aus dem Süden bestimmt wird, so sind dies im Winter vor allem polare Luftmassen aus dem Norden. Weiterhin gibt es Unterschiede zwischen dem Nordosten, dessen Klima durch den Oberen See beeinflusst wird, sowie den nördlichen und südlichen Regionen des Bundesstaates. Entsprechend der Klimaklassifikation nach Köppen/Geiger fällt der südlichere Teil des Bundesstaates in das humide Kontinentalklima mit heißen Sommern (Dfa), die nördlichen zwei Drittel werden in großen Teilen dem humiden Kontinentalklima mit warmen Sommern (Dfb) zugeordnet.

## Beschreibung
Die geographische Lage nahezu in der Mitte des nordamerikanischen Kontinents im Upper Midwest (etwa zwischen dem 43 und 49 Grad geographischer Breite) bedingt ausgeprägte Schwankungen und große Unterschiede zwischen den einzelnen Jahreszeiten. Natürliche Barrieren in Form von Gebirgen sind in unmittelbarer Umgebung nicht vorhanden. Der Obere See schließt sich im Nordosten an den Bundesstaat an, hat jedoch lediglich regionalen Einfluss auf das Klima in Ufernähe.
Die Winter in Minnesota werden durch die niedrigen Temperaturen und den Schneefall charakterisiert. Bekannte Wettersysteme im Winter sind der Alberta Clipper und der Panhandle Hook, die Kaltluftmassen und unter Umständen auch heftige Schneefälle mit sich bringen. Der Übergang vom Winter zum Frühling verläuft fließend. Bis in den März und April sind Schneestürme möglich. Mit dem Anstieg der Temperaturen steigt auch die Tornadogefahr an, die über den Sommer bis in den Herbst Bestand hat. Die Sommer im südlichen Minnesota sind heiß und feucht, während diese im Norden weniger feucht und gemäßigter sind. Gegen Mitte und Ende Oktober sowie im November kann der erste Schnee fallen.

### Niederschlag
Minnesota liegt zwischen den semiariden Regionen der Great Plains im Westen und den semihumiden im Osten der Vereinigten Staaten und ist der trockenste Bundesstaat des Mittleren Westen. In Minnesota selbst herrscht im Westen semiarides, in den übrigen Teilen humides Klima. In den Monaten Juni bis August fällt nahezu die Hälfte des jährlichen Niederschlages. Einen Großteil machen dabei die Gewitter und Unwetter aus, die über dem Bundesstaat niedergehen. Aus diesen Gewittern entstehen neben Regen auch noch Hagel, Bogenechos, Derechos und Tornados. In den sommerlichen Gewitterfronten steigt der Taupunkt auf bis zu 21 Grad, in seltenen Fällen sogar auf bis zu 27 Grad Celsius an. Durchschnittlich führen die Gewitter an drei Tagen im Jahr zu Sturzfluten. Lediglich acht Prozent des jährlichen Niederschlages fällt in den Wintermonaten. Obwohl der Schnee in dieser Zeit die häufigste Form des Niederschlages darstellt, so sind auch gefrierender Regen, Klareis, Graupel und Regen anzutreffen. Der durchschnittliche jährliche Schneefall variiert zwischen etwa 210 Zentimetern im Hügelland nahe der Küste des Oberen Sees und 90 Zentimetern im Süden Minnesotas.
Der geringste Jahresniederschlag in Minnesota wurde 1976 in Ortonville mit 161 Millimetern gemessen, der höchste Wert 1991 mit 1359 Millimetern in St. Francis. Beim durchschnittlichen Jahresniederschlag herrscht ein Gefälle zwischen dem Nordwesten (rund 480 Millimeter) und dem Südosten (rund 860 Millimeter).

### Wind
Der Jetstream spielt eine wichtige Rolle und bestimmt im großen Maße die Windströmungen. So bewegt sich der Polarfrontjetstream im Sommer in einer mittleren geografischen Breite von etwa 65 Grad und damit nördlich von Minnesota. In diesem Zeitraum kommt der Wind aus süd- bis südöstlicher Windrichtung. Bis zum Winter hat er sich etwa zum 45 Grad geografischer Breite verschoben und versorgt Minnesota zumeist mit trockener Kalt- und Polarluft aus Kanada. Die vorherrschende Windrichtung hat sich auf Nord bis Nordwest gedreht. Die windreichsten Zeiträume sind der Frühling und Herbst.
Die durchschnittliche Windgeschwindigkeit beträgt rund 14 bis 18 Kilometer pro Stunde. Ausnahme dazu stellt der Coteau des Prairies dar, welcher sich von South Dakota bis ins südwestliche Minnesota und nach Iowa hin erstreckt. Hier liegt die durchschnittliche Windgeschwindigkeit bei 27 Kilometern pro Stunde. Aus diesem Grund wird die Gegend auch zur Energiegewinnung mit Windkraftanlagen genutzt.

### Temperaturen
Die Jahresdurchschnittstemperatur reicht in Minnesota von drei Grad Celsius im Nordwesten bis zehn Grad Celsius im Süden. Diese Variation ist auf die Abschwächung der kalten Luftmassen im Winter, die aus Norden südwärts ziehen, sowie den warmen Luftmassen aus dem Süden, die nach Norden ziehen, zurückzuführen. Eine regionale Besonderheit tritt am Ufer des Oberen Sees auf, wo dieser dem Seeklima ähnlich im Winter wärmend und im Sommer kühlend wirkt. Die Tagesdurchschnittstemperatur
in Minnesota variiert im Sommer zwischen 23 Grad Celsius im Süden und 15 Grad Celsius im Norden. Die im Sommer wärmste Region ist der Westen, da warme Fallwinde aus den Rocky Mountains diese Region zusätzlich aufwärmen. Die tiefste jemals gemessene Temperatur beträgt minus 59 Grad Celsius (1996 in Tower), der Temperaturrekord liegt bei plus 46 Grad Celsius (1917 in Beardsley und 1931 in Moorhead).

## Jahreszeiten

### Winter

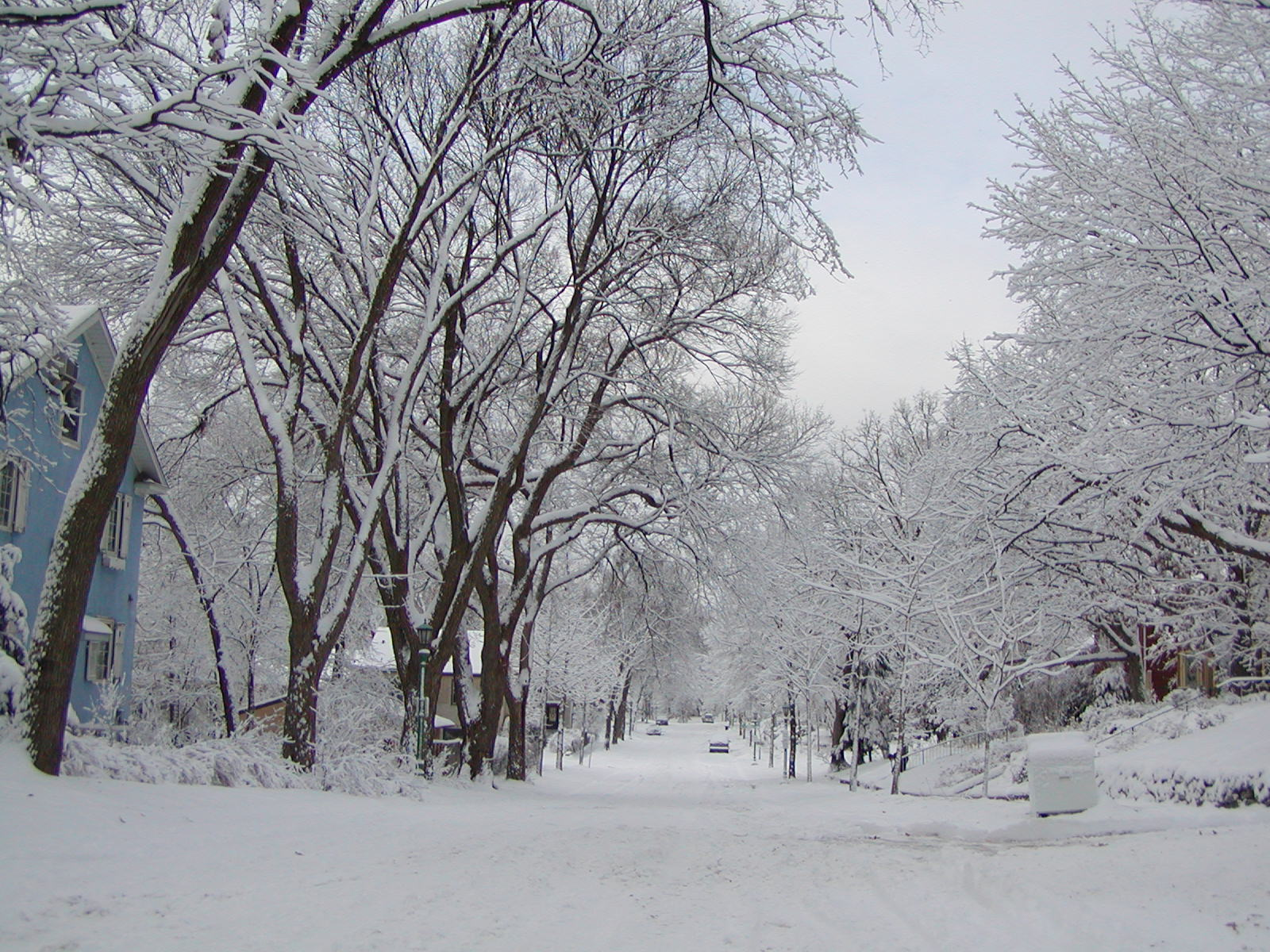
Winter in Saint Paul

Der Winter in Minnesota beginnt im November, lange vor dem offiziellen Winterbeginn. Diese Jahreszeit wird durch Kälte und Schneefall bestimmt. Der Jetstream verläuft nun wieder weiter südwärts und führt in zunehmendem Maße Luftmassen aus nördlicher bis nordwestlicher Richtung mit sich. So gelangen die Hochdruckgebiete aus Kanada in den Bundesstaat und bringen schwache Winde, wolkenlosen Himmel und Temperaturen weit unter dem Gefrierpunkt mit sich. Da Minnesota von keinen natürlichen Barrieren umgeben ist, kann diese Luft ungehindert einfließen. So gilt beispielsweise International Falls auch als „Gefrierfach der Nation“ („Icebox of Nation“) und hat mit 3,0 Grad Celsius eine der kältesten Durchschnittstemperaturen aller NWS-Wetterstationen der 48 zusammenhängenden Bundesstaaten der USA. In Tower sinkt die Temperatur an durchschnittlichen 71 Tagen im Jahr unter null Grad Fahrenheit (etwa minus 17 Grad Celsius). Die Alberta Clippers wechseln sich mit den Hochdrucksystemen ab und bringen Schneestürme mit sich.
Gelegentlich gerät Minnesota unter den Einfluss zonaler Winde aus Westen, wenn der Jetstream stärker als gewöhnlich in West-Ost-Richtung verläuft. So gelangt wärmere Luft vom Pazifischen Ozean in die Gebiete. Dies führt zu einer länger anhaltenden Wärmephase mit Temperaturen deutlich über dem Gefrierpunkt. Diese Winde bringen meist kaum Niederschläge mit sich.
Niederschläge treten im Winter hauptsächlich in Form von Schnee auf. Daneben kommt es aber auch zu gefrierenden Regen, Eis, Graupel und Regen. Tiefdruckgebiete aus dem Südwesten, wie der Panhandle Hook, können große Schneemengen und Blizzards verursachen.

#### Alberta Clippers

Wettersysteme im Winter

Alberta Clippers sind sich schnell bewegende Tiefdrucksysteme. Sie haben ihren Namen von der kanadischen Provinz Alberta, wo sie sich bilden und weiter in südöstliche Richtung ziehen. Ähnliche Tiefdrucksysteme mit anderen Entstehungsorten sind der Saskatchewan Screamer oder Manitoba Maulers. Sie entstehen über dem nördlichen Pazifik und verlieren die meiste Luftfeuchtigkeit bereits durch die orografische Hebung an den kanadischen Rockys. Minnesota bringen sie nur selten mehr als 15 Zentimeter Schnee. Den Alberta Clippers folgen starke Winde und Polarluft. Damit einher geht ein hoher Windchill-Faktor.

#### Panhandle Hooks
Panhandle Hooks stellen das Gegenstück zu den Alberta Clippers dar. Diese Tiefdrucksysteme entstehen im Südwesten der Vereinigten Staaten und ziehen anschließend Richtung Nordosten. Sie führen viel feuchte Luft vom Golf von Mexiko mit sich nach Minnesota und in den Mittleren Wesen. Nordwestlich des Tiefdruckgebietes kommt es – soweit dort genügend Kaltluft vorhanden ist – zu schweren Schneefällen. Schneefälle von über 30 Zentimetern sind nicht selten. Panhandle Hooks lassen niedrige Temperaturen und Winde zurück. Viele bekannte Blizzards im Mittleren Westen entstanden durch einen Panhandle Hook.

### Frühling
Sobald sich der Winter ab etwa März dem Ende zuneigt und die Sonne einen höheren Stand am Himmel erreicht, beginnen auch die Temperaturen zu steigen. Luftmassen ziehen vom Pazifischen Ozean landeinwärts und treffen auf die warme und feuchte Luft des Golfs von Mexiko. Zu Beginn des Frühlings sind die Temperaturen für schwere Stürme noch zu niedrig, sodass Minnesota lediglich an der Nordfront dieser Unwetter liegt und es nur zu Regen- bzw. Schneefällen kommt. Anfang März beginnt im südlichen Minnesota der Schnee zu schmelzen. Weiterhin aus Kanada zugeführte Kaltluft verzögert die Schneeschmelze im Norden und sorgt bis maximal Ende April für Schneestürme. Mit fortlaufendem Frühling beginnt der Jetstream die Luftmassen weiter nordwärts zu führen, sodass Unwetter und Tornados im Süden Minnesotas häufiger auftreten. Die Durchschnittstemperaturen im Frühling liegen bei zwei bis sieben Grad Celsius.

### Sommer
Im Sommer teilt sich Minnesota in zwei Gebiete auf: im Süden sind die Sommer heiß und feucht, während sie im Norden eher gemäßigt und weniger feucht sind. Stabile Wetterlagen können sich durchsetzen und führen zu konstanteren Temperaturen und nachlassendem Wind. Die vorhandenen Luftströmungen kommen zumeist aus dem Süden und bringen warme und feuchte Luft mit sich. Dennoch kann es weiterhin zum Einbruch kühlerer Luftmassen aus Kanada kommen. Allerdings werden diese zumeist schnell durch die feuchtwarmen Luftmassen vom Golf von Mexiko verdrängt. Ein Aufeinandertreffen dieser Gegensätze verursacht vor allem im Juli und August Gewitter. Dies führt zu durchschnittlich 30 bis 40 Gewittertagen im Jahr. Im Sommer kommt es aber auch zu längeren Hitzeperioden, die bis zu mehrere Wochen andauern können. Der Juli ist der heißeste Monat in Minnesota, die Durchschnittstemperaturen im Sommer betragen 15 bis 23 Grad Celsius.

### Herbst
Der Herbst in Minnesota ist durch einen starken Temperaturabfall und häufig auftretende Stürme und Gewitter gekennzeichnet. Später können auch erste Blizzards auftreten. Die Tagesdurchschnittstemperatur fällt von September bis Dezember um etwa 23 Grad Celsius. In diesem Zeitraum gelangt Minnesota wieder unter Einfluss des Jetstreams. Die zunehmend aus Kanada einströmende kalte Luft, sowie die immer noch im Süden liegenden Luftmassen können zu starken Druckunterschieden und Temperaturschwankungen innerhalb kurzer Zeit führen, und Grundlage für Stürme bieten. Mit Fortschreiten des Herbstes gehen die Niederschläge in Schnee über. So kann im Norden bereits im Oktober zu Schneefällen kommen, bis zum November auch weiter südwärts.
Zu den schwersten Blizzards kam es im November 1940. Von einem Tag auf den anderen fiel die Temperatur von plus 16 auf minus 12 Grad Celsius. Zeitgleich fielen 69 Zentimeter Schnee und Windböen mit bis zu 100 Kilometer pro Stunde Geschwindigkeit. 149 Menschen starben bei diesem Blizzard. Beim Halloween-Blizzard 1991 fielen in Teilen Minnesotas am 31. Oktober 60 Zentimeter Schnee. Die Durchschnittstemperaturen im Herbst liegen bei drei bis acht Grad Celsius.

## Regionale Unterschiede

### Lake Superior
Der Obere See beeinflusst das Klima im Nordosten von Minnesota (Arrowhead Region). Ähnlich dem Seeklima kühlt er im Sommer die Temperatur und wirkt im Winter wärmend. Allerdings reicht dieser Effekt nur geringfügig ins Binnenland. So hat die Uferstadt Grand Marais im Juli eine Durchschnittstemperatur von 21 Grad Celsius, das 160 Kilometer westlich gelegene Virginia aber bereits 25 Grad Celsius. Im Januar dreht sich dieser Effekt um: Während Grand Maris‘ Durchschnittstemperatur bei minus fünf Grad Celsius liegt, ist diese in Virginia bei minus neun Grad Celsius. Der im Winter vorherrschende Nordwestwind begrenzt zusätzlich den Einfluss des Sees. Wenige Kilometer von der Uferlinie liegen die Sawtooth Mountains. Sie stellen eine natürliche Barriere für die maritimen Luftmassen dar und haben damit verbundene Niederschläge am Ufer zur Folge. So kommt es in diesem Gebiet wiederholt zu starken Schneefällen. Am 6. Januar 1994 fielen in Finland innerhalb von 24 Stunden 91 Zentimeter Schnee. Innerhalb von drei Tagen fielen 216 Zentimeter. Die Hafenstadt Duluth hat mit durchschnittlich 216 Zentimeter die höchsten Schneefälle pro Jahr. Im Ufergebiet kann es zum Lake effect snow kommen. Jedoch spielt diese Erscheinung aufgrund der geografischen Beschaffenheit eine untergeordnete Rolle. Häufig bildet sich in Ufernähe auch Nebel.

## Wetterextreme

### Hochwasser

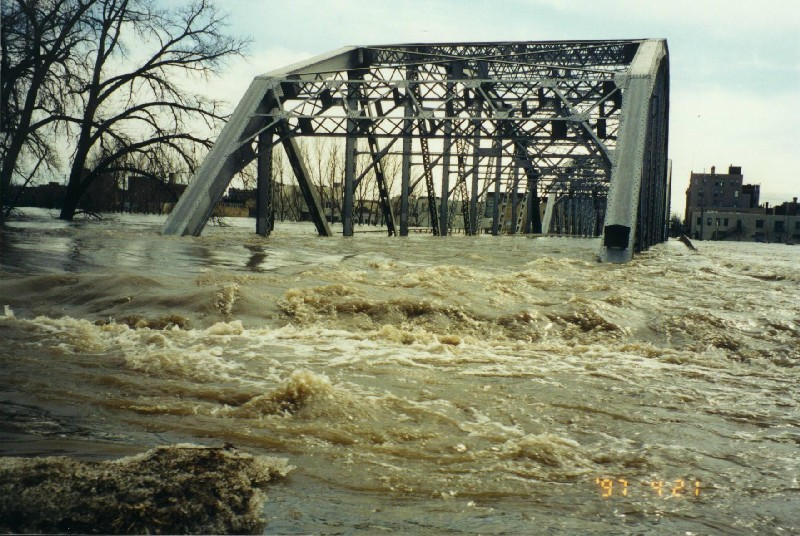
Brücke zwischen East Grand Forks (Minnesota) und Grand Forks (North Dakota) während des Hochwassers des Red River 1991

Weite Teile Minnesotas sind hochwassergefährdet. Die Schneeschmelze führt im Frühjahr regelmäßig zu Überschwemmungen von Flüssen und Seen. Schwere Hochwasser gab es in den Jahren 1965, 1969, 1997 und 2001. Vor allem die Überschwemmungen des Mississippi Rivers 1965 zählen zu den schlimmsten in der Geschichte des Bundesstaates. 1997 führte der Red River während der Schneeschmelze Hochwasser, nachdem es in dem Winter zuvor insgesamt elf Blizzards gegeben hatte. Dazu kommt noch, dass Minnesota über regenreichen Spätfrühling und Sommer verfügt. Fallen Regenfälle und Schneeschmelze überein, so belastest dies den Wasserstand zusätzlich.
Auch die heftigen Regenfälle der Unwetter im Frühling und Herbst können Überschwemmungen verursachen. Im August 2007 führte das Aufeinandertreffen des Tropensturms Erin mit kühler Luft aus Kanada in der Driftless Area zu schweren Überschwemmungen. Innerhalb von 24 Stunden fielen bis zu 432 Millimeter Niederschlag.

### Dürren
In Minnesota, einem traditionell landwirtschaftlich geprägten Bundesstaat, verursachen Dürren einen großen wirtschaftlichen Schaden. Die Vegetationszeit schwankt zwischen 90 Tagen in der Iron Range und 160 Tagen im Südosten. In diesem Zeitraum fallen gewöhnlicherweise auch knapp zwei Drittel des Jahresniederschlags. Die letzte größere Trockenzeit gab es in Minnesota 1988. Der ausbleibende Regen zusammen mit sehr hohen Temperaturen in den Monaten Mai bis August verursachte Ernteausfälle im Wert von 1,2 Milliarden US-Dollar. Weitere Dürren gab es 1976 und während der Dust Bowl in den 1930er Jahren. Neben den landwirtschaftlichen Schäden kommt es durch längere Trockenzeiten auch immer wieder zu Waldbränden.

### Tornados

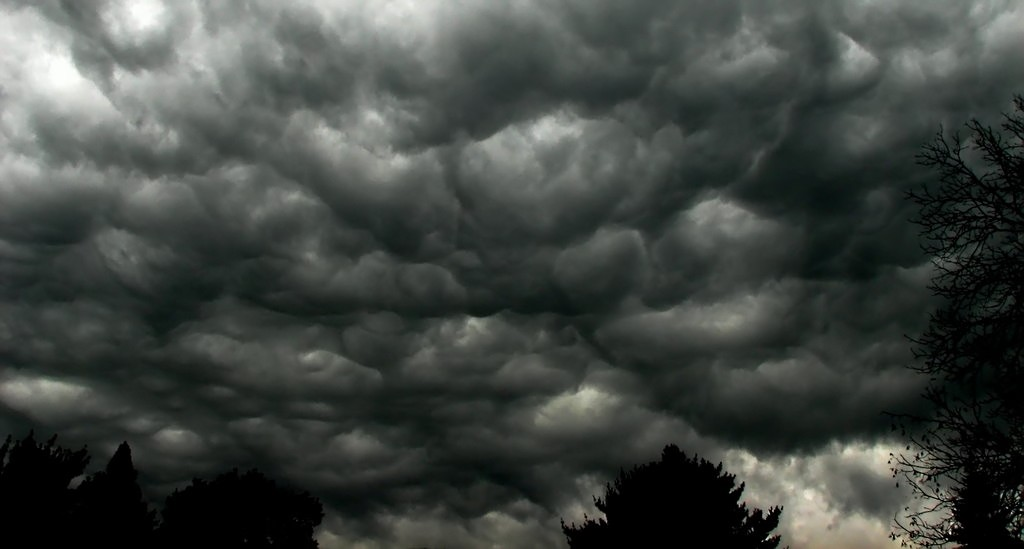
Sturmwolken über Rochester

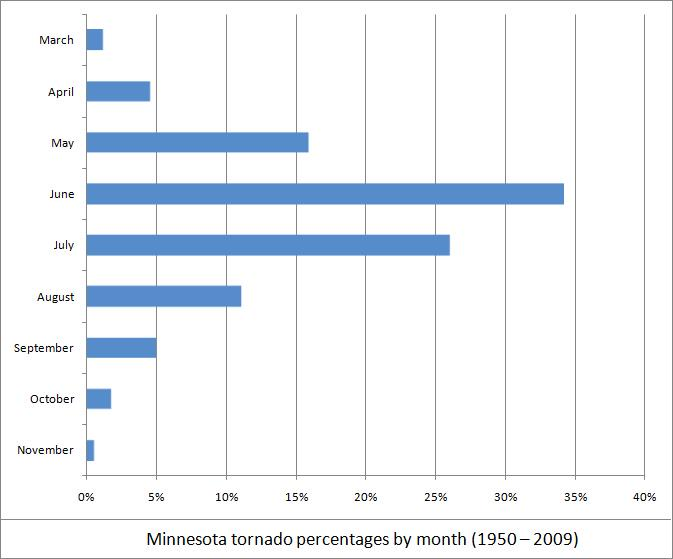
Verteilung der Tornados nach Monaten

Die Tornadosaison geht in Minnesota von März bis November. Monate mit der höchsten Tornadogefahr sind Juni und Juli, gefolgt vom Mai und August. Der südliche Teil des Bundesstaats ist am nördlichen Rand des Tornado Alley gelegen. Aber auch in den übrigen Regionen kann es gelegentlich zu Tornados kommen. Durchschnittlich wüten 24 Tornados pro Jahr in Minnesota.
Folgende gehören zu den schwersten Tornados über Minnesota:
- 21. August 1883: Ein Tornado der Stärke F5 über Rochester tötet 37 Menschen. Dieser Tornado führte zum Bau eines neuen Krankenhauses, welches später zur Mayo-Klinik wurde.
- 14. April 1886: Ein Tornado über Sauk Rapids tötet 72 Menschen.
- 22. Juni 1919: Bei einem Tornado über Fergus Falls werden 59 Menschen getötet.
- 6. Mai 1965: Vier Tornados der Stärke F4 ziehen über die Region der Twin Cities. 14 Menschen kommen dabei ums Leben.
- 16. Juni 1992: Insgesamt 27 Tornados ziehen über Minnesota. Dabei zieht ein Tornado der Stärke F5 über Chandler und tötet eine Person.
- 29. März 1998: Zwei F4- und F3-Tornados ziehen über Comfrey und St. Peter. Dabei werden zwei Menschen getötet.
- 17. Juni 2010: 48 Tornados werden an diesem Tag über Minnesota gezählt. Davon haben drei die Stärke F4. Drei Menschen werden getötet.

## Ausgewählte Klimastationen

### International Falls
International Falls ist eine Stadt zentral im Norden Minnesotas an der Grenze zu Kanada.
|                        | Jan   | Feb   | Mär   | Apr  | Mai  | Jun  | Jul  | Aug  | Sep  | Okt  | Nov  | Dez   |   |      |
| Mittl. Temperatur (°C) | −16,3 | −11,7 | −4,7  | 4,1  | 11,8 | 16,4 | 18,9 | 17,7 | 11,8 | 5,3  | −4,2 | −13,1 | ⌀ | 3,1  |
| Mittl. Tagesmax. (°C)  | −10,1 | −5,2  | 1,6   | 10,8 | 19,2 | 23,4 | 25,9 | 24,6 | 18,2 | 10,9 | 0,3  | −7,7  | ⌀ | 9,4  |
| Mittl. Tagesmin. (°C)  | −22,4 | −18,2 | −10,9 | −2,7 | 4,4  | 9,5  | 12,0 | 10,7 | 5,3  | −0,3 | −8,7 | −18,4 | ⌀ | −3,2 |
|                        |       |       |       |      |      |      |      |      |      |      |      |       |   |      |
| Niederschlag (mm)      | 21    | 16    | 24    | 35   | 65   | 101  | 86   | 80   | 77   | 50   | 35   | 18    | Σ | 608  |

| −22,4 |

| −18,2 |

| −10,9 |

| −2,7 |

| 4,4 |

| 9,5 |

| 12,0 |

| 10,7 |

| 5,3 |

| −0,3 |

| −8,7 |

| −18,4 |

| −22,4 |

| −18,2 |

| −10,9 |

| −2,7 |

| 4,4 |

| 9,5 |

| 12,0 |

| 10,7 |

| 5,3 |

| −0,3 |

| −8,7 |

| −18,4 |

| N i e d e r s c h l a g | 21  | 16  | 24  | 35  | 65  | 101 | 86  | 80  | 77  | 50  | 35  | 18  |
|                         | Jan | Feb | Mär | Apr | Mai | Jun | Jul | Aug | Sep | Okt | Nov | Dez |

### Minneapolis–St. Paul
Die Metropolregion Minneapolis–Saint Paul besteht aus den Twin Cities genannten Großstädten Minneapolis und
St. Paul, sowie den umliegenden Gebieten. Mit 3,18 Millionen Einwohnern ist sie die bevölkerungsreichste Region von Minnesota. Die Messstation befindet sich am gemeinsamen Verkehrsflughafen.
|                        | Jan   | Feb   | Mär  | Apr  | Mai  | Jun  | Jul  | Aug  | Sep  | Okt  | Nov  | Dez   |   |      |
| Mittl. Temperatur (°C) | −10,5 | −6,6  | 0,1  | 8,1  | 15,2 | 20,2 | 22,9 | 21,4 | 16,1 | 9,3  | 0,3  | −7,4  | ⌀ | 7,5  |
| Mittl. Tagesmax. (°C)  | −5,6  | −2,0  | 4,8  | 13,9 | 21,2 | 26,1 | 28,5 | 26,9 | 21,7 | 14,7 | 4,5  | −3,1  | ⌀ | 12,7 |
| Mittl. Tagesmin. (°C)  | −15,4 | −11,2 | −4,7 | 2,3  | 9,2  | 14,3 | 17,2 | 16,0 | 10,4 | 3,8  | −4,0 | −11,7 | ⌀ | 2,2  |
|                        |       |       |      |      |      |      |      |      |      |      |      |       |   |      |
| Niederschlag (mm)      | 26    | 20    | 47   | 59   | 82   | 110  | 103  | 103  | 68   | 54   | 49   | 25    | Σ | 746  |

| −15,4 |

| −11,2 |

| −4,7 |

| 2,3 |

| 9,2 |

| 14,3 |

| 17,2 |

| 16,0 |

| 10,4 |

| 3,8 |

| −4,0 |

| −11,7 |

| −15,4 |

| −11,2 |

| −4,7 |

| 2,3 |

| 9,2 |

| 14,3 |

| 17,2 |

| 16,0 |

| 10,4 |

| 3,8 |

| −4,0 |

| −11,7 |

| N i e d e r s c h l a g | 26  | 20  | 47  | 59  | 82  | 110 | 103 | 103 | 68  | 54  | 49  | 25  |
|                         | Jan | Feb | Mär | Apr | Mai | Jun | Jul | Aug | Sep | Okt | Nov | Dez |

### Winona
Winona ist im Südosten von Minnesota am Mississippi River gelegen. Der Fluss
stellt gleichzeitig die Grenze zu Wisconsin dar.
|                        | Jan   | Feb  | Mär  | Apr  | Mai  | Jun  | Jul  | Aug  | Sep  | Okt  | Nov  | Dez  |   |      |
| Mittl. Temperatur (°C) | −8,0  | −4,3 | 2,1  | 9,9  | 16,8 | 21,7 | 24,8 | 22,9 | 18,0 | 11,3 | 2,8  | −4,9 | ⌀ | 9,5  |
| Mittl. Tagesmax. (°C)  | −3,4  | 0,4  | 6,8  | 15,4 | 22,8 | 27,3 | 29,6 | 28,1 | 23,6 | 16,6 | 6,8  | −1,0 | ⌀ | 14,5 |
| Mittl. Tagesmin. (°C)  | −12,7 | −9,0 | −2,8 | 4,3  | 10,7 | 16,1 | 19,1 | 17,6 | 12,4 | 6,0  | −1,2 | −8,9 | ⌀ | 4,4  |
|                        |       |      |      |      |      |      |      |      |      |      |      |      |   |      |
| Niederschlag (mm)      | 37    | 19   | 45   | 90   | 100  | 106  | 112  | 120  | 98   | 55   | 55   | 33   | Σ | 870  |

| −12,7 |

| −9,0 |

| −2,8 |

| 4,3 |

| 10,7 |

| 16,1 |

| 19,1 |

| 17,6 |

| 12,4 |

| 6,0 |

| −1,2 |

| −8,9 |

| −12,7 |

| −9,0 |

| −2,8 |

| 4,3 |

| 10,7 |

| 16,1 |

| 19,1 |

| 17,6 |

| 12,4 |

| 6,0 |

| −1,2 |

| −8,9 |

| N i e d e r s c h l a g | 37  | 19  | 45  | 90  | 100 | 106 | 112 | 120 | 98  | 55  | 55  | 33  |
|                         | Jan | Feb | Mär | Apr | Mai | Jun | Jul | Aug | Sep | Okt | Nov | Dez |

## Weiterführende Informationen